# T Sport Bernau
El T Sport Bernau es un equipo británico que corre en la modalidad carreras de camiones. Actualmente compite en el Campeonato de Europa de Carreras de Camiones con un MAN pilotado por Antonio Albacete.
El equipo nació de la fusión del equipo británico T Sport Racing y de gran parte del personal del equipo germano Truck Sport Lutz Bernau.

## Historia
El equipo construtó de cero un camión que debutó en la temporada 2020 del Campeonato de Europa de Carreras de Camiones. En el título de equipos corren junto al Révész TRT. En el primer Gran Premio, en Most el camión pecó de juventud, con fallos en los frenos que le hicieron perder tiempo, quedando fuera de la Superpole del sábado. Tras remontar hasta le octavo puesto, el limitador de velocidad se rompió y Albacete sobrepasó el límite legal, teniendo que hacer un drive-through que le costó quedar fuera de los puntos. En la carrera 2 remontaron y avanzaron algunas posiciones. El domingo consiguieron clasificarse a la Superpole y acceder a la zona de puntos. 
Después corrieron en Zolder, pero como parte del Campeonato Holandés de Carreras de Camiones, ya que el ETRC suspendió sus carreras ahí. En la jornada del sábado, marcada por las colisiones y accidentes con otros pilotos, además de una sanción que relegó a Albacete a la última plaza cuando iba cuarto, y desde la que remontó hasta el noveno, acabaron en la zona de puntos en ambas carreras. El domingo el rendimiento fue mejor, ya que en la sesión de clasificación fueron terceros, mismo resultado que en la carrera 3. En la carrera 4, en la que salían sextos, remontaron hasta el tercer puesto de nuevo.
Más tarde corrieron en la European Truck Racing Master que organizó el Circuito del Jarama en el fin de semana en el que se debía celebrar la carrera edel ETRC, que también fue cancelada. Su año concluyó en el Gran Premio de Hungría del ETRC, en el que el rendimiento mejoró mucho y consiguieron tres top-5 en cuatro carreras. Sin embargo, el equipo no pudo seguir progresando ese año, pues la temporada del ETRC fue cancelada.

## Resultados
Nota: en 2020 y 2021 corrió bajo el nombre de Team Titan en alianza con el Révész TRT
| Año  | Vehículo | Pilotos          | Pos. |
| ---- | -------- | ---------------- | ---- |
| 2020 | MAN      | Antonio Albacete | -    |
| 2021 | MAN      | Antonio Albacete | 1    |

### Resultados de sus pilotos en el Campeonato de Europa de Carreras de Camiones
| Año  | Camión | N.º | Pilotos          | 1      | 1     | 1     | 1     | 2     | 2     | 2     | 2     | 3     | 3     | 3     | 3     | 4     | 4     | 4     | 4     | 5     | 5     | 5     | 5     | 6      | 6     | 6     | 6     | Posición | Puntos |
| ---- | ------ | --- | ---------------- | ------ | ----- | ----- | ----- | ----- | ----- | ----- | ----- | ----- | ----- | ----- | ----- | ----- | ----- | ----- | ----- | ----- | ----- | ----- | ----- | ------ | ----- | ----- | ----- | -------- | ------ |
| 2020 | MAN    | 2   | Antonio Albacete | MOS 11 | MOS 8 | MOS 9 | MOS C | HUN 4 | HUN 4 | HUN 4 | HUN 8 |       |       |       |       |       |       |       |       |       |       |       |       |        |       |       |       | -        | -      |
| 2021 | MAN    | 23  | Antonio Albacete | HUN 4  | HUN C | HUN 4 | HUN 9 | MOS 4 | MOS 6 | MOS 8 | MOS 2 | ZOL 3 | ZOL 7 | ZOL 3 | ZOL 9 | LMS 2 | LMS 8 | LMS 4 | LMS 8 | JAR 4 | JAR 3 | JAR 2 | JAR 7 | MIS 13 | MIS 7 | MIS 3 | MIS 4 | 5º       | 170    |

### Resultados en el Campeonato Holandés de Carreras de Camiones
| Año  | Camión | N.º | Pilotos          | 1   | 1   | 1   | 1   | 2     | 2     | 2     | 2     | Posición | Puntos |
| ---- | ------ | --- | ---------------- | --- | --- | --- | --- | ----- | ----- | ----- | ----- | -------- | ------ |
| 2020 | MAN    | 2   | Antonio Albacete | LAU | LAU | LAU | LAU | ZOL 9 | ZOL 8 | ZOL 3 | ZOL 3 | -        | -      |